# Мајкл Јорк
Мајкл Јорк (енгл. Michael York) је британски глумац, рођен 27. марта 1942. године у Фалмеру, Бакингемшир (Енглеска).

## Филмографија
- Кћерка мускетара (2004)
- Остин Пауерс: Голдмембер (2002)
- Остин Пауерс: Шпијун који ме је креснуо (1999)
- Остин Пауерс (1997)
- Госпа
- Повратак мускетара
- Острво доктора Мороа (1977)
- Логанов бег (1976)[2]
- Четири мускетара
- Три мускетара